# Platforma evropské paměti a svědomí
Platforma evropské paměti a svědomí (Platform of European Memory and Conscience) je mezinárodní nevládní nezisková organizace - zájmové sdružení právnických osob založené podle občanského zákoníku České republiky. Platforma byla založena 14. října 2011 v Praze 20 zakládajícími členy z 12 členských států Evropské unie a postupně integrovala 68 veřejných i soukromých institucí a organizací z 23 zemí, které se zabývají výzkumem, dokumentací, osvětou a vzděláváním o totalitních režimech, které postihly Evropu ve 20. století. Zřízení Platformy evropské paměti a svědomí schválil Evropský parlament a Rada Evropské unie.

## Členské státy a organizace
Platforma sdružuje 15 členských států EU (Bulharsko, Česká republika, Estonsko, Francie, Itálie, Litva, Lotyšsko, Maďarsko, Německo, Nizozemsko, Polsko, Rumunsko, Slovensko, Slovinsko, Švédsko). Dalšími členy jsou Albánie, Kanada, Gruzie, Island, Moldavsko, Ukrajina, Velká Británie a Spojené státy americké.
Zakládajícími organizacemi byly roku 2011:
- Hannah Arendt Center – Sofia (Bulharsko)
- Czech Republic: Institute for the Study of Totalitarian Regimes, Security Services Archive (Česká republika)
- Estonian Institute of Historical Memory, Unitas Foundation (Estonsko)
- Berlin-Hohenschönhausen Memorial, Hannah Arendt Society, Stiftung Sächsische Gedenkstätten, The Federal Commissioner for the Records of the State Security Service of the former GDR (Německo)
- The Public Foundation for the Research of Central and East European History and Society – House of Terror Museum (Maďarsko)
- The Occupation Museum Association of Latvia, The Occupation of Latvia Research Society (Lotyšsko)
- Secretariat of The International Commission for the Evaluation of the Crimes of the Nazi and Soviet Occupation Regimes in Lithuania, Genocide and Resistance Research Centre of Lithuania (Litva)
- Foundation History of Totalitarian Regimes and their Victims (Nizozemsko)
- Institute of National Remembrance, Warsaw Rising Museum (Polsko)
- Institute for the Investigation of Communist Crimes and the Memory of the Romanian Exile (Rumunsko)
- Ján Langoš Foundation (Slovensko)
- Study Centre for National Reconciliation (Slovinsko)
- The Institute for Information on the Crimes of Communism (Švédsko)[3]

Platforma evropské paměti a svědomí prostřednictvím svých členů zastupuje nejméně 200 000 evropských občanů a více než 1 100 000 občanů Severní Ameriky s evropskými kořeny.

## Historie vzniku
Slovinské předsednictví EU a Evropská komise uspořádaly 8. dubna 2008 evropské veřejné slyšení o zločinech spáchaných totalitními režimy. Slyšení vyzvalo k založení nadace, která by "zvyšovala povědomí veřejnosti na úrovni EU, rozvíjela kulturní a vzdělávací projekty a zejména poskytovala podporu vytváření sítí národních výzkumných institucí specializovaných na téma totalitních zkušeností, poskytovala podporu evropským a národním výzkumným a vzdělávacím projektům".
V červnu 2008 hostil mezinárodní konferenci Evropské svědomí a komunismus Výbor pro vzdělávání, vědu, kulturu, lidská práva a petice Senátu PČR. Výsledná Pražská deklarace o evropském svědomí a komunismu vyzvala k založení Ústavu evropské paměti a svědomí.
V roce 2009 vyzvalo české předsednictví EU a Ústav pro studium totalitních režimů všechny členské státy, aby se podílely na společném založení Platformy evropské paměti a svědomí. Po setkání v Praze v listopadu 2008 se zástupci 19 států a 12 partnerských institucí rozhodli založit pracovní skupinu pro Platformu evropské paměti a svědomí, kterou koordinoval Ústav pro studium totalitních režimů. V roce 2011 bylo do pracovní skupiny zapojeno 35 institucí a organizací z 19 evropských zemí. Pracovní skupina úzce spolupracuje se Skupinou pro usmíření evropských dějin (Reconciliation of European Histories group, REH), ve které jsou zúčastněny všechny strany v Evropském parlamentu, a předsedá jí bývalá evropská komisařka Sandra Kalniete.
Dne 18. března 2009 uspořádalo české předsednictví EU evropské veřejné slyšení na téma "Evropské svědomí a zločiny totalitního komunismu: 20 let poté", které bylo dalším krokem k vytvoření Evropské platformy paměti a svědomí na podporu činnosti institucí zabývajících se vyrovnáváním se s totalitními režimy v Evropě".
Iniciativu původně navrhl Ústav pro studium totalitních režimů, vláda České republiky a Pražská deklarace o evropském svědomí a komunismu z roku 2008;[4]
Dne 2. dubna 2009 přijal Evropský parlament usnesení (553:44:33) o evropském svědomí a totalitarismu, v němž vyzval "k vytvoření platformy evropské paměti a svědomí, která by podporovala vytváření sítí a spolupráci mezi národními výzkumnými ústavy specializujícími se na totalitní dějiny, a k vytvoření celoevropského dokumentačního centra/památníku obětí všech totalitních režimů".
Rada EU pro obecné záležitosti a vnější vztahy ve svých závěrech z 15. června 2009 uvítala iniciativu na vytvoření Platformy evropské paměti a svědomí a požádala Evropskou komisi o poskytnutí finančních nástrojů pro tuto činnost.
V únoru 2010 uspořádala pracovní skupina Platformy evropské paměti a svědomí v Senátu a na Úřadu vlády ČR pod záštitou premiéra Jana Fischera mezinárodní konferenci Zločiny komunistických režimů. Výsledkem konference bylo přijetí Deklarace o zločinech komunismu, která vyzvala "členské státy EU ke zvýšení informovanosti a vzdělávání o zločinech komunismu" a konstatovala, že "na úrovni EU je třeba dokončit vytvoření Platformy evropské paměti a svědomí, jak ji v roce 2009 podpořil Evropský parlament a Rada EU".
Rada EU pro spravedlnost a vnitřní věci ve svých závěrech z 9. a 10. června 2011 o paměti zločinů spáchaných totalitními režimy v Evropě vyzvala všechny zúčastněné strany, aby využily stávajících programů EU k vytvoření Platformy evropské paměti a svědomí.
Platforma evropské paměti a svědomí vznikla za polského předsednictví EU v roce 2011. Byla založena v Praze u příležitosti summitu předsedů vlád Visegrádské skupiny 14. října 2011. Slavnostní podpis se uskutečnil v Lichtenštejnském paláci pod záštitou českého premiéra Petra Nečase, polského premiéra a předsedy Evropské rady Donalda Tuska a maďarského premiéra Viktora Orbána. Její cíl je popisován jako pomoc při "prevenci netolerance, extremismu, antidemokratických hnutí a opakování jakéhokoli totalitního režimu v budoucnosti".
Celkem 17 asociací, sdružujících oběti komunismu, vydalo 17. ledna 2012 v Praze Declaration 2012 s textem: "Vedeni upřímnou snahou dosáhnout právní nápravy zločinů komunismu a odčinit nesmírné utrpení, které postihlo miliony občanů v totalitních komunistických režimech, žádáme zákonodárné orgány těchto zemí a orgány Evropské unie, aby přijaly účinné právní normy, které umožní spravedlivé potrestání komunistických zločinců a zrušení všech výhod, které dosud požívají." Vyzvali zároveň další organizace, aby se k Platformě připojily.
Sekretariát Platformy evropské paměti a svědomí původně hostil Ústav pro studium totalitních režimů a platforma získala strategický grant od Mezinárodního visegrádského fondu. Mezi zakládající instituce patřily vládní instituce České republiky, Polska, Německa, Maďarska, Rumunska, Litvy, Estonska a Lotyšska a několik nevládních organizací. Mezi strategické partnery organizace patří Mezinárodní visegrádský fond a Nadace Konrada Adenauera. Mottem platformy je "democracy matters".

## Výkonná rada, dozorčí rada, správní rada a sekretariát
Prvním předsedou Platformy evropské paměti a svědomí byl Göran Lindblad (bývalý švédský poslanec, autor návrhu rezoluce Rady Evropy č. 1481); v roce 2016 ho vystřídal Łukasz Kamiński. Členy výkonné rady byli Siegfried Reiprich (Stiftung Sächsische Gedenkstätten, Německo), Paweł Ukielski (Muzeum Varšavského povstání, Polsko), Zsolt Szilágyi (vedoucí kabinetu László Tökése, místopředseda Evropského parlamentu) a Toomas Hiio (Estonský institut historické paměti). V letech 2011-2015 byla členkou Andreja Valič Zver (Studijní centrum pro národní usmíření, Slovinsko).
Od listopadu 2020 tvoří výkonnou radu Dr. Wolfgang-Christian Fuchs, (DE), generální ředitel Německého svazu obětí politické tyranie; Zsolt Szilágyi, (RO), politolog; Toomas Hiio, (EE), ředitel výzkumu, Estonský institut historické paměti; Andreja Valič Zver, (SI), ředitelka slovinského Studijního centra pro národní usmíření; Marek Mutor, (PL), ředitel Institutu paměti a budoucnosti; Antoine Arjakovsky (FR), ředitel výzkumu na Collège des Bernadins v Paříži.
Platforma má kanceláře v Praze a Bruselu (dříve). Neela Winkelmann-Heyrovská působila jako generální ředitelka Platformy v letech 2011 až 2018, jejím nástupcem se stal Peter Rendek[10].
Od listopadu 2020 dozorčí radu tvoří Dr. Földváryné Kiss Réka, (HU), předsedkyně Maďarského výboru národní paměti; Monika Kareniauskaitė, (LT), Litevské centrum pro výzkum genocidy a odporu; Paweł Ukielski, PO, Muzeum Varšavského povstání, Polsko.
V roce 2012 byla zvolena správní rada instituce. Prvními zvolenými členy byli Sandra Kalniete, poslankyně EP, Vytautas Landsbergis, poslanec EP Tunne Kelam, poslanec EP László Tökés a poslanec EP Milan Zver. [11]
Od roku 2016 jsou členy správní rady kromě původních členů také Paweł Robert Kowal, poslanec Evropského parlamentu Werner Schulz, poslankyně Evropského parlamentu Monica Macovei, poslankyně Evropského parlamentu Radvilė Morkūnaitė-Mikulėnienė, bývalý senátor Martin Mejstřík, bývalý místopředseda vlády ČR Alexandr Vondra, bývalý lídr Solidarity Wojciech Roszkowski, poslanec EP, historik Stéphane Courtois, novinářka Anne Applebaum, bývalý předseda vlády Slovinska Janez Janša a český herec Ondřej Vetchý. Od roku 2019 jsou členy správní rady kromě původních členů také Goran Lindblad a bývalý europoslanec Pavel Svoboda.

## Aktivity
Platforma bude koordinovat studium totalitní minulosti na evropské úrovni. Podle Daniela Hermana, ředitele Ústavu pro studium totalitních režimů, by jedním z prvních společných projektů mohla být evropská učebnice dějepisu. Když země bývalého východního bloku vstoupily do EU, jejich totalitní komunistická minulost se stala součástí evropského dědictví.
Platforma evropské paměti a svědomí a Skupina pro usmíření evropských dějin uspořádaly 5. června 2012 v Evropském parlamentu pod záštitou Hanse-Gerta Pötteringa a Jerzyho Buzka konferenci Právní vypořádání komunistických zločinů, věnovanou otázce vytvoření zvláštního soudního tribunálu pro zločiny komunismu a "nastolení otázky spravedlnosti za nejzávažnější zločiny spáchané komunistickými diktaturami ve střední a východní Evropě z národní na evropskou úroveň". Konference byla reakcí "na sílící volání po posílení mezinárodní spravedlnosti formulované např. v Pražské deklaraci o evropském svědomí a komunismu"[12][13]. V návaznosti na konferenci založila Platforma evropské paměti a svědomí mezinárodní právní expertní skupinu, která má "pracovat na plánu vytvoření nadnárodní instituce spravedlnosti" věnované "zločinům spáchaným komunistickými diktaturami"[14].
Dne 15. listopadu 2021 vydala Platforma evropské paměti a svědomí Prohlášení k ruské mezinárodní organizaci Memorial, v němž se uvádí: " Platforma evropské paměti a svědomí vyjadřuje hluboké znepokojení nad novými právními postupy, které zahájily orgány Ruské federace s cílem zlikvidovat sdružení Memorial. Memorial je celosvětově známý svým úsilím o záchranu památky obětí komunistických zločinů a o ochranu lidských práv v současném Rusku a dalších zemích. Memorial shromáždil unikátní archiv, vydal řadu knih a online databází a uspořádal nespočet vzdělávacích kampaní. Jejich přínos k obnově zapomenutých dějin masových represí v bývalém Sovětském svazu lze jen těžko přecenit. Platforma evropské paměti a svědomí vyzývá Evropský parlament a Evropskou komisi, aby přijaly opatření na ochranu Memorialu. Vyzýváme všechny jednotlivce a organizace, které se zabývají pamětí a vzpomínáním, aby se připojili k mezinárodní kampani na obranu Memorialu. Projevme solidaritu s těmi, kteří toho pro nás všechny tolik udělali!" V Praze, 15. listopadu 2021.
Od listopadu 2020 patří mezi hlavní probíhající projekty Platformy evropské paměti a svědomí např.:
- 1) Abychom nezapomněli: 2. Paměť totalitarismu v Evropě pro studenty středních škol. První vydání bylo vytištěno v roce 2013 a obsahuje příběhy 30 lidí postižených totalitou z 16 evropských zemí.[17] Od listopadu 2020 probíhají práce na 2. vydání s dalšími (západo)evropskými jazyky a příběhy.[18]
- 2) Mezinárodní putovní výstava Totalitarismus v Evropě. Od roku 2012 se výstava představila ve 28 velkých městech ve 20 zemích Evropy a Severní Ameriky.[19]
- 3) Celoevropský památník obětem totality v Bruselu.[20]
- 4) Platforma podporuje snahu o zřízení Muzea paměti 20. století v Praze.[21]
- 5) Kampaň Spravedlnost 2.0 zaměřená na restorativní spravedlnost vůči přeživším obětem a pachatelům komunismu.[22]
- 6) Vzdělávací stolní hra Přes železnou oponu.[23]
- 7) Každoroční konference členů a různé další tematické konference, semináře a workshopy, jako například konference Minulost pro budoucnost, která byla uspořádána ve spolupráci s Collège des Bernardins ve dnech 16. a 17. listopadu 2020.